# Łosień (województwo świętokrzyskie)
Łosień – wieś w Polsce położona w województwie świętokrzyskim, w powiecie kieleckim, w gminie Piekoszów.
Wieś leżąca w powiecie chęcińskim województwa sandomierskiego należała w XVI wieku do Tarłów.
W latach 1954–1959 wieś należała i była siedzibą władz gromady Łosień, po jej zniesieniu w gromadzie Piekoszów. W latach 1975–1998 miejscowość administracyjnie należała do województwa kieleckiego. 
Przez wieś przechodzi  niebieska ścieżka rowerowa do Piekoszowa. Dojazd z Kielc zapewniają autobusy komunikacji miejskiej linii 28.
W miejscowości znajdują się:
- kościół parafialny Macierzyństwa Najświętszej Marii Panny[8]
- szkoła podstawowa i gimnazjum
- pozostałości drewnianego młyna wodnego na Wiernej Rzece z 1932 r.